# Bahn für Alle

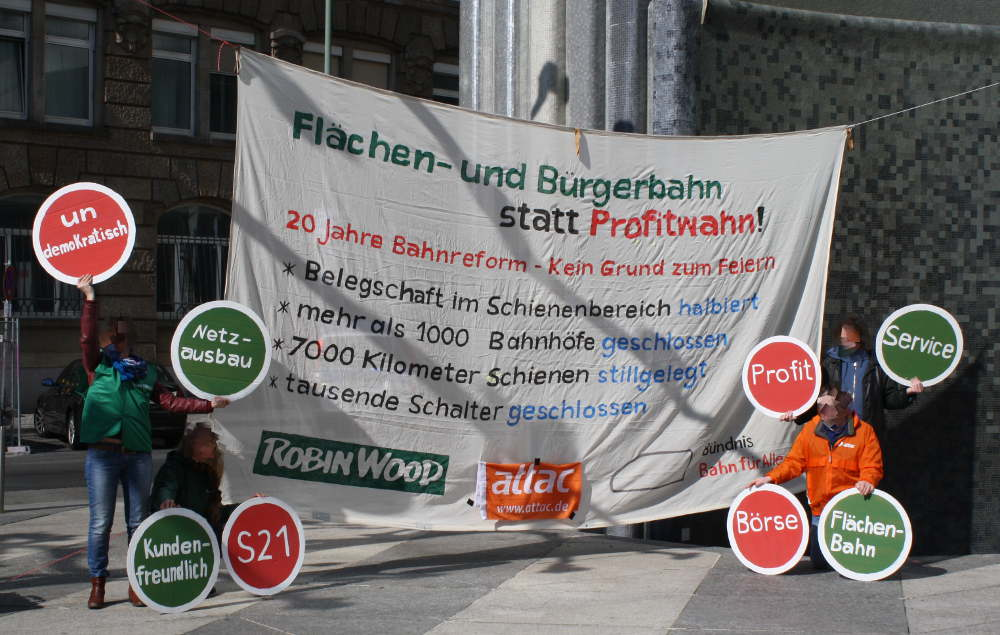
Aktion des Bündnisses Bahn für Alle bezüglich der Bilanzpressekonferenz der Deutschen Bahn in Frankfurt am Main im März 2014

Bahn für Alle ist ein Netzwerk von 19 Organisationen aus Globalisierungskritikern, Umweltschutzorganisationen und Gewerkschaften und setzt sich für einen Verbleib der Eisenbahn im Besitz der öffentlichen Hand ein, die vom Staat als Eigentümer kontrolliert und gesteuert wird. Als informeller Zusammenschluss ohne juristischen Status gibt es keinen Vorstand oder ähnliche Organe; die formelle Trägerschaft hat seit 2019 der Verein Gemeingut in BürgerInnenhand.

## Geschichte und Positionen
Das Bündnis wurde im Frühjahr 2006 gegründet. Zu den Aktivitäten zählen nach eigenen Angaben:
- Aufklärung der Bevölkerung
- Einbringung des Allgemeinwohlauftrags für den Schienenverkehr aus dem Grundgesetz (Artikel 87e) in die Debatte
- Kritik in der SPD gegen die Kapitalprivatisierung entwickelt (Beschlüsse von fünf Landesparteitagen gegen die „Bahnprivatisierung“)
- Medienaufmerksamkeit erregen, beispielsweise durch das Herabhängen eines Transparents vom Berliner Hauptbahnhof und symbolischen Bahnversteigerungen
- Verbreitung des Flyers Ihr Reiseplan

Die Arbeit des Bündnisses wird durch Spenden und Aufwendungen der Träger finanziert.
Das Bündnis unterstützte auch den 2007 veröffentlichten Dokumentarfilm Bahn unterm Hammer.
Bis 2008 konnte das Bündnis seine Kampagne auch hauptamtlich koordinieren. Bis Sommer 2008 war Stefan Diefenbach-Trommer als Campaigner und Pressesprecher beschäftigt. Seit Ende 2008 arbeitet das Bündnis nicht mit eigenen Beschäftigten, doch Bündnis-Organisationen bringen ihre Ressourcen ein.
Das Bündnis lehnt seit Anfang an das Großprojekt Stuttgart 21 konsequent ab.

## Struktur und Mitglieder
Träger des Bündnisses sind:
- Bahn von unten, Bürgerbahn statt Börsenbahn, Verkehrsclub Deutschland (Landesverband Brandenburg), PRO BAHN Landesverband Hessen e. V., Umkehr e. V., Bundesverband Bürgerinitiativen Umweltschutz,  Naturfreunde Deutschlands, Robin Wood, Grüne Liga, Attac, Gemeingut in BürgerInnenhand, autofrei leben!, Gewerkschaft Nahrung-Genuss-Gaststätten, Grüne Jugend, IG Metall, Jusos in der SPD, Linksjugend solid, Sozialistische Jugend Deutschlands – Die Falken, Ver.di

## Alternative Geschäftsberichte der Deutschen Bahn
Seit mehreren Jahren legt die Vereinigung einen Alternativen Geschäftsbericht, zeitgleich zur jeweiligen Jahresabschluss-Pressekonferenz der Deutschen Bahn vor. Darin bewertet das Bündnis die Entwicklung der Deutschen Bahn kritisch und weist unter anderem auf den hohen Zuschussbedarf mehrerer Geschäftsfelder sowie die negativen Folgen der Profitorientierung für die Fahrgäste hin.
Die letzte Ausgabe des Alternativen Geschäftsbericht erschien im Jahr 2019 für das Geschäftsjahr 2018 der Deutschen Bahn AG unter dem Titel 25 Jahre Bahnreform.

## Verhältnis zu anderen Organisationen
Mit seiner privatisierungskritischen Position polarisiert das Bündnis: Die beiden großen für die Beschäftigten der Deutschen Bahn zuständigen Gewerkschaften (EVG, GDL) unterstützen das Bündnis nicht, dafür jedoch die beiden größten deutschen Gewerkschaften Ver.di und IG-Metall sowie die Gewerkschaft Nahrung-Genuss-Gaststätten (NGG). Der Fahrgastverband Pro Bahn positioniert sich mehrheitlich gegen das Bündnis Bahn für Alle. In seiner Verbandszeitschrift kritisiert der Bundesverband das Bündnis als ideologisch. In den Ausgaben 2011 und 2012 des alternativen Geschäftsberichts wurde der Fahrgastverband Pro Bahn vom Bündnis Bahn für Alle scharf angegriffen und seine Unabhängigkeit in Frage gestellt. Der Landesverband Berlin-Brandenburg war zeitweise Mitglied des Bündnisses und hat dieses inzwischen wieder verlassen. Lediglich der Landesverband Hessen verbleibt als Mitglied des Bündnisses. Bis zum alternativen Jahresbericht 2012 tauchten noch als Unterstützer der Publikation der Landesverband  Pro  Bahn  Rheinland-Pfalz/Saarland, Pro Bahn Euregio Aachen, Pro Bahn Region Münsterland und Pro Bahn Region Stuttgart auf. Diese sind in den Folgepublikationen nicht mehr aufgeführt.